# 迪尔塞
迪尔塞（法語：Durcet，法語發音：[dyʁsɛ] ⓘ）是法国奥恩省的一个市镇，位于该省北部偏西，属于阿让唐区。

## 地理
迪尔塞（48°44'49"N, 0°26'9"W）面积9.54 平方千米，位于法国诺曼底大区奧恩省，该省份为法国西北部内陆省份，北起顺时针与卡爾瓦多斯省、厄尔省、厄尔-卢瓦省、萨尔特省、马耶讷省和芒什省接壤。
与迪尔塞接壤的市镇（或旧市镇、城区）包括：乌尔姆地区贝卢、朗迪古、圣奥波蒂娜、阿蒂斯-瓦勒德鲁夫尔。

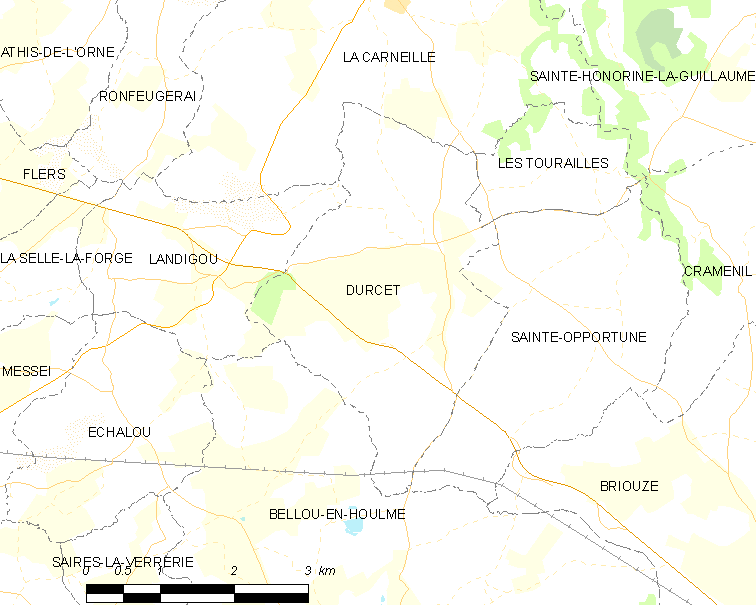
迪尔塞的OSM定位图

迪尔塞的时区为UTC+01:00、UTC+02:00（夏令时）。

## 行政
迪尔塞的邮政编码为61100，INSEE市镇编码为61148。

## 政治
迪尔塞所属的省级选区为阿蒂斯-瓦勒德鲁夫尔县。

## 人口

1962-2008年间迪尔塞人口变化图示

迪尔塞于2022年1月1日时的人口数量为289人。

## 交通
奥恩省省道D53线、D216线和D924线经过境内。